# Токпердіно
Токпе́рдіно (рос. Токпердино, марій. Усурт Вараҥыж) — присілок у складі Моркинського району Марій Ел, Росія. Входить до складу Шиньшинського сільського поселення.

## Населення
Населення — 249 осіб (2010; 271 у 2002).
Національний склад (станом на 2002 рік):
- марі — 99 %